# Jef Vanderveken
Jef Vanderveken ou Jef Van der Veken ou encore Joseph Van der Veken (1872 à Anvers - 1964 à Etterbeek) est un peintre belge, spécialiste de la copie et de la restauration des Primitifs flamands. Il réalisa notamment, en 1945, une copie du panneau Les Juges intègres de L'Agneau mystique de Jan van Eyck dont l'original, volé en 1934, ne fut jamais retrouvé. Il est aussi le restaurateur de nombreux chefs-d'œuvre des musées comme La Vierge au chanoine Van der Paele de Jan van Eyck. Sa pratique de l'« hyper-restauration » et du pastiche a conduit certains à le considérer comme un faussaire.

## Œuvres
- La Madeleine Renders, vers 1920-1927, Bruxelles, Musées royaux des beaux-arts de Belgique[3]. Copie commandée par Emile Renders, un banquier belge, du volet droit du Triptyque Braque conservé au Louvre.

Jef Van der Veken au travail sur un tableau de Metsys, partie de la collection Renders

- Le Mariage mystique de sainte Catherine.

## Exposition
- Restaurateurs ou faussaires des Primitifs flamands, catalogue de l'exposition Fake or not fake, Groeningemuseum, Bruges, 26 novembre 2004 - 28 février 2005, dir. H. Verougstraete, R. Van Schoute et T.-H. Borchert, Gand-Amsterdam, 2004.
- L’affaire Van der Veken, Musées royaux des Beaux-Arts de Belgique, Bruxelles, du 27 janvier au 20 février 2005.